# Yuki Gakoi
Yuki Gakoi hace referencia a las cercas de la nieve utilizadas en Japón ( Hokkaido, la región de Tohoku del mar de Japón) que se coloca entre las casas y otros edificios, cercas y corrales para proteger de las fuertes nevadas en invierno.

## Objetivos
- Proteger las casas del peso de la nieve para evitar que sufran daños inherentes al fenómeno.
- Prevenir la destrucción y caída de los techos por el peso de la nieve y proteger a las plantas.
- Evitar que la nieve que cae bajo el techo caiga sobre personas que caminan por pasillos o lugares cercanos al borde.

Adicionalmente, cumple con otros propósitos tales como:
- Evitar que las construcciones o superficies de contacto se congelen por la caída de nieves.
- Se elimina el riesgo de que la nieve entre al interior de las casas.
- Ahorrar el trabajo de remover la nieve.
- Asegurar el tránsito seguro por zonas de riesgo.

## La historia y el significado
En ocasiones, las fuertes nevadas en invierno pueden alcanzar los 2 metros de altura, provocando que los edificios queden sepultados debajo de la nieve. Estas cercas de nieve fueron diseñadas para prepararse para estos casos. En el pasado, la madera se colocaba desde el techo hacia el suelo, normalmente hecha a partir de cañas, tablas o paja, pero ahora se utilizan otros materiales que permiten también un deslizamiento como estaño corrugado o placas de plástico.
Sin embargo, dado el trabajo que implica instalar estas cercas sólo para el invierno, se han comenzado a utilizar independientemente de la temporada de manera permanente. Incluso personas sin experiencia pueden instalar estas cercas o protectores, como el vidrio encerado de las puertas automáticas de las tiendas. Dado que implica un alto costo, estas adecuaciones se hacen de manera permanente.Los refugios de nieve son una estructura de tipo de Yuki Gakoi completamente, sólo que se construyen con el fin de que sea permanente. Aunque no es su propósito original, en la temporada de verano también pueden ser útiles para proteger de la caída de rocas. Por esta razón, en algunas regiones no se les denomina Yuki Gakoi al no limitarse a proteger exclusivamente contra la nieve, dado que su significado en japonés de manera literal significa "cerca de nieve".
De manera similar, en los jardines se utilizan mecanismos similares para proteger a los árboles del peso de la nieve con estructuras hechas de madera y paja que están diseñadas para provocar un deslizamiento y redireccionarlo para evitar el daño. Estos mecanismos se dominan Fuyu Gakoi (Cerco de invierno) o Yukitsuri (nieve colgante). El Yukitsuri en algunos parques es un elemento característico de la temporada invernal agradable a la vista, como los que se encuentran en el parque Kenroku-en Kanazawa. También pueden tener una forma piramidal.